# Odontosoria minutula
Odontosoria minutula är en ormbunkeart som först beskrevs av Satoru Kurata och som fick sitt nu gällande namn av Ebihara.
Odontosoria minutula ingår i släktet Odontosoria och familjen Lindsaeaceae. Inga underarter finns listade i Catalogue of Life.